# ピロラ (小惑星)
ピロラ (1082 Pirola)は、小惑星帯の小惑星である。1927年8月31日にカール・ラインムートがハイデルベルクで発見した。当初は1927 QFという仮符号が付けられた。2010年から2011年に観測された光度曲線により、自転周期は15.85 ± 0.01とされた。直径は43kmでスペクトル分類はCであり、これはこの小惑星が炭素質であることを示している。
ツツジ科のイチヤクソウ属(Pyrola)にちなんで命名された。